# Creativitat artificial
La creativitat artificial és una branca de la intel·ligència artificial, la qual està centrada en tractar l'habilitat de diferents programes informàtics per a crear imatges o diversos continguts creatius audiovisuals, com música, còmics i, fins i tot, textos. Es creen a partir d'una cerca de diferents paraules clau per part de l'usuari.

## Aprenentatge
Aquesta branca aprèn i recopila a través de la biblioteca virtual que representa Google, prenent com a referència un text que li dona un humà, una imatge de partida, o, a vegades, totes dues coses, i es posa a identificar entre les seves referències imatges que encaixen amb aquestes peticions, per a després fusionar o transformar diverses imatges.
Les principals diferències de les tres aplicacions més conegudes del mercat són els seus enfocaments respecte als resultats: mentre en Dall-e predominen les imatges realistes, en Midjourney s'aposta per imatges de tall més creatiu (com mostra el premi que va guanyar en un concurs d'art digital) i Stable Diffusion aprofundeix més en els detalls.
La qualitat dels resultats depèn de la quantitat de datasets, que són la matèria primera de qualsevol sistema de predicció. Representen les dades històriques utilitzades per a entrenar al sistema que detecta els patrons, i es compon d'instàncies, característiques o propietats.

## Història
La Intel·ligència Artificial està cada vegada més present en la societat, tenint nombroses eines i suports per a poder desenvolupar i aportar a l'ésser humà el sistema avançat de les màquines intel·ligents. La creativitat dins de la IA és un debat que està molt fervent actualment, havent-hi opinions a favor o en contra d'aquesta.
La primera pintura creada per Intel·ligència Artificial va ser l'any 2018, la qual es va subhastar en Internet i, finalment, es va vendre per 432.500 de dòlars a una persona francesa. La licitació va durar únicament 6 minuts, estimant al principi que el valor de la venda seria de 10.000 dòlars, però va pujar 10 vegades més del que es va preveure. La peça artística venuda va ser “El retrat d'Edmond Belamy”, subhastat per Christie’s, un col·lectiu francès, el qual estava darrere d'aquesta acció.
L'autor d'aquest quadre va ser: Min (G) max (D) Ex [log (D (x))] + Ez [log (1-D (G (z)))]. Com es pot observar en la imatge, el seu nom està posat a la cantonada inferior dreta del quadre.
L'arribada d'Open AI, (companyia fundada majorment per Elon Musk i Sam Altman amb l'objectiu de democratitzar i eliminar les preocupacions sobre el risc existencial de la intel·ligència artificial) provoca un renovat interès entorn d'aquest concepte, amb la presentació de Dall-e el gener del 2021.

## Implementació en el món laboral
El primer lloc en el qual s'ha començat a utilitzar Dall-e i, en general, la ''creativitat artificial'' com a eina laboral ha estat la revista Cosmopolitan, que el 21 de juny del 2022 va publicar la primera portada feta enterament amb intel·ligència artificial, això sí, amb les paraules donades per l'artista digital Karen X Cheng que van ser:
‘’A wide angle shot from below of a female astronaut with an athletic feminine bodi walking with swagger towards camera on mars in an infinite universe,synthwave digital art’’
que traduït seria:

''Una presa de gran angular des de baix d'una dona astronauta amb un cos femení atlètic caminant amb arrogància cap a la càmera en Mart en un univers infinit, art digital d'ona sintètica''

Segons Cheng,
«Per una cosa com aquesta, va haver-hi una tona de participació humana i presa de decisions. Si bé cada intent triga només 20 segons a generar-se, porta centenars d'intents. Hores i hores de generació i refinament abans d'obtenir la imatge perfecta. Sense esmentar moltes trucades de Zoom, correus electrònics, fils de missatges de text per a intercanviar idees.»
En relació amb el dilema de si per culpa d'aquestes aplicacions, la gent que formi part del sector creatiu perdria els seus treballs, va dir el següent:
«Crec que la reacció natural és témer que la IA reemplaci als artistes humans. Certament, aquest pensament va creuar per la meva ment, especialment al principi. Però com més faig ús de Dall-e, menys ho veig com un reemplaçament per als humans, i més el veig com una eina perquè els humans l'utilitzin, un instrument per a tocar.»
Si bé en altres mitjans la creativitat artificial encara no ha estat implementada amb tot el seu potencial, s'han publicat 4 còmics creats o ajudats per la intel·ligència artificial (tots ells fets a través de Midjourney):
- Summer Island, 22 d'agost
- The Bestiary Chronicles, 3 de novembre
- Gates[8]
- Zarya of the Dawn

## Copyright
L'aparició d'aquesta branca de la intel·ligència artificial ha provocat un debat entorn de si una peça artística creada per intel·ligència artificial pot tenir copyright o no. Això es deu al fet que hi ha persones que argumenten que en estar generada per una màquina i no per un humà no se li pot atorgar aquest dret. No obstant això, una altra gran part de la població, afirma que igual que els artistes de carn i os, les màquines sí que han de tenir copyright.
En el 2022, l'Oficina de Drets d'Autor dels Estats Units va atorgar el primer copyright de la història a una peça artística generada per Intel·ligència Artificial amb l'ajuda de l'artista novaiorquesa Kris Kashtanova. Aquest organisme cada vegada està més conscienciat sobre la necessitat d'atorgar la mateixa importància a peces artístiques creades per humans que per màquines.
El primer copyright pertany al còmic "Zarya of the Dawn", en ser una il·lustració realitzada per Intel·ligència Artificial amb ajuda d'un ésser humà, qui aportava les idees. Els Estats Units afirma que solament donarà copyright a aquelles peces que estiguin dutes a terme per IA, però sustentades i amb una aportació d'ésser humà en la seva producció.
Actualment, hi ha nombroses eines web que generen de manera automàtica imatges i peces artístiques en qüestió de segons, com per exemple DALL-E 2. Els artistes estan cada vegada més familiaritzats amb aquests programes i hi ha un nombre molt elevat que en fan ús cada vegada més. A mesura que es va augmentant això, l'Oficina de Drets d'Autor està tenint més en compte el copyright d'aquestes imatges.

L'artista Kris Kashtanova va dir:
"Vaig intentar argumentar que sí que tenim drets d'autor quan fem alguna cosa fent ús de la IA. Ho vaig registrar com a obra d'arts visuals. El meu certificat està en el correu i avui vaig rebre el número i una confirmació que va ser aprovat", explica l'artista. "El meu amic advocat em va donar la idea i vaig decidir establir un precedent", afegeix.

## Impacte en el sector artístic
La implementació d'aquesta tecnologia en el sector artístic ha generat un debat entre els artistes. Molts afirmen que la intel·ligència artificial, en estar composta per algoritmes i sistemes programàtics, no desenvolupen la creativitat per si mateixos, per la qual cosa no es pot considerar art.
Els artistes se senten coaccionats i “aterrits” pel que pugui passar en un futur, sobretot, pel possible cas que no es necessitin els seus serveis. D'altra banda, molts altres afirmen que la intel·ligència artificial és una eina més per a poder desenvolupar, d'una forma més sistemàtica i eficaç, les peces artístiques. Sobretot, molts defensen que, en estar programat, la funció que fa la màquina la hi han “ensenyat” els mateixos artistes, per la qual cosa simplement representen el que l'artista vol. Per tant, els que estan en contra d'aquestes màquines, afirmen que el veritable art no és la mateixa intel·ligència artificial, sinó la mà d'obra humana que hi ha darrere, és a dir, aquells que han realitzat els algorismes.

Segons Allen, president d'Incarnate Games, una empresa de jocs de taula, va assegurar que les persones només estan jutjant l'art pel mètode en el qual s'ha realitzat, però que, amb el pas del temps, tothom reconeixerà aquesta nova eina i que, amb ella, es pot realitzar veritable art, i, que, fins i tot, serà una nova categoria d'art. Allen va comentar:
“… què passa si un artista va fer una sèrie de restriccions salvatgement difícils i complicades amb la finalitat de crear una peça? Diguem que van fer el seu art mentre penjaven boca avall o eren assotats mentre pintaven, ha d'avaluar-se l'obra d'aquest artista de manera diferent a la d'un altre que hagi creat la mateixa obra ‘normalment’?

## Creativitat artificial segons el cinema
- En la pel·lícula ''Jo, robot'' (2004) el detectiu Del Spooner (Will Smith) és testimoni de com el robot Sonny (Alan Tudyk) dibuixa amb tot luxe de detalls i a una velocitat impossible per a l'ésser humà, un somni que l'androide va tenir situat en el llac Míchigan on es pot veure un pont mig derruït i un exèrcit de robots seguint al seu ''líder''.
- En la pel·lícula de Pixar ‘’WALL-E’’ (2008) el protagonista, un robot que recull les escombraries en un món postapocalíptic i abandonat, crea petites obres d'art o objectes amb les escombraries recollides.